# Гамов В'ячеслав Георгійович
Гамов В’ячеслав Георгійович (1 вересня 1952 р., м. Славута Хмельницька область) – заслужений працівник освіти України, почесний працівник фізичної культури та спорту України, завідувач кафедри фізичної культури, спорту та реабілітації, консультант Комітету Верховної Ради України з питань молоді та спорту, член виконкому Студентської спортивної спілки України, член виконкому асоціації футболу студентів України, член Вченої ради ДТЕУ.

## Життєпис
В’ячеслав Георгійович Гамов народився 1 вересня 1952 року у Славуті Хмельницької області. Закінчив школу №1 у Славуті. Навчався у Львівському державному інституті фізичної культури.
Служив у лавах Радянської Армії, зокрема в армійському спортклубі м. Києва. Після служби повернувся до Славути, де понад десять років пропрацював тренером Славутської ДЮСШ.
1982–2002 рр. – тренер-викладач, заступник директора зі спортивної роботи, директор Броварського вищого училища фізичної культури та спорту.
2002–2006 рр – директор Республіканського вищого училища фізкультури та спорту.
2006–2012 рр. – голова Комітету з фізичного виховання та спорту МОН України.
2013-2015 рр. – головний консультант комітету з питань сім’ї, молодіжної політики, спорту та туризму.
2015 р. – доцент кафедри фізичної культури, спорту та реабілітації Державного торговельно-економічного університету.
2016 р. – завідувач кафедри фізичної культури та спорту Державного торговельно-економічного університету.
У 1980 році на Хмельниччині під час Московської олімпіади та у 2004 році в Києві під час олімпіади в Афінах був удостоєний нести олімпійський вогонь.

## Нагороди та відзнаки
- Заслужений працівник освіти України
- Кавалер ордена «За заслуги» ІІ та ІІІ ступенів
- Почесна грамота Верховної Ради України
- Почесна відзнака Федерації футболу України «За заслуги»
- Почесний працівник фізичної культури та спорту України
- Подяка Прем’єр-Міністра України, 2010 р.
- Почесний громадянин м. Славута (Хмельницька область)[2]

- Медаль «А. С. Макаренко» – за успіхи у справі виховання підростаючого покоління
- Медаль «100 років київського футболу»

Українська православна церква нагородила В. Г. Гамова Орденом преподобного Іллі Муромця, Орденом святого великомученика Георгія Побідоносця, грамотою «За старанні труди на славу святої Церкви», Орденом святого рівноапостольного князя Володимира І ступеня з нагоди 60-річного ювілею. Має нагороди Міністерства оборони України тощо.